# Сивковська сільська рада
Си́вковська сільська рада (рос. Сивковский сельский совет) — сільське поселення у складі Частоозерського району Курганської області Росії.
Адміністративний центр — село Сивково.
Населення сільського поселення становить 341 особа (2017; 430 у 2010, 729 у 2002).

## Склад
До складу сільського поселення входять:
| Населений пункт       | Населення, осіб (2002) | Населення, осіб (2010) |
| --------------------- | ---------------------- | ---------------------- |
| Журавльовка, присілок | 50                     | 23                     |
| Леб'яже, присілок     | 173                    | 58                     |
| Сивково, село         | 506                    | 349                    |